# Лунда (плато)
Лунда (на английски: Lunda) е обширно плато в Централна Африка, разположено в източната част на Ангола и частично в Демократична република Конго (северната му периферия) и Замбия (източната му периферия). Изградено е от палеогенови и неогенови континентални пясъчници и пясъци, залягащи хоризонтално върху докамбрейския кристалинен фундамент. Централната част на платото, образуваща вододела между реките Касаи (ляв приток на Конго) и Замбези, представлява плоска, на места силно заблатена равнина с надморска височина 1300 – 1600 m, максимална – 1612 m (в най-източната част на Ангола). На север към падината Конго платото се понижава стъпаловидно, а на юг се спуска полегато към падината Калахари. Климатът е субекваториален, горещ и влажен през лятото. Покрито е с редки гори, а по северните му склонове са развити високотревисти савани с галерийни гори по долините на реките. В басейна на река Касаи се разработват богати находища на диаманти, а в района на град Кисенге (ДРК) – находища на манганови руди.